# Ecliptopera mixtilineata
Ecliptopera mixtilineata är en fjärilsart som beskrevs av George Francis Hampson 1895. Ecliptopera mixtilineata ingår i släktet Ecliptopera och familjen mätare. Inga underarter finns listade i Catalogue of Life.